# Arthur J. Nascarella
Arthur J. Nascarella (Suffolk County (New York), 18 november 1944) is een Amerikaans acteur.

## Filmografie

### Films
Selectie:
- 2018 BlacKkKlansman - als Wheaton
- 2012 Man on a Ledge – als constructiewerker
- 2008 Pistol Whipped – als Bruno
- 2006 World Trade Center – als hoofd brandweer op Ground Zero
- 2006 The Groomsmen – als mr. B.
- 2001 Kate & Leopold – als Gracy
- 2001 Knockaround Guys – als Billy Clueless
- 2001 The Curse of the Jade Scorpion – als Tom
- 1999 Bringing Out the Dead – als kapitein barney
- 1999 Summer of Sam – als Mario
- 1998 Enemy of the State – als Frankie
- 1998 54 – als IRS agent
- 1998 Happiness – als rechercheur Berman
- 1998 He Got Game – als coach Cincotta
- 1997 Cop Land – als Frank Lagonda
- 1995 Clockers – als Bartucci
- 1994 Who Do I Gotta Kill? – als wijsneus
- 1994 The Ref – als politieagent

### Televisieseries
Uitgezonderd eenmalige gastrollen.
- 2023 Godfather of Harlem - als Carlo Gambino - 7 afl.
- 2016 - 2021 Billions - als Bruno Capparelo - 11 afl.
- 2007 The Bronx Is Burning – als Tommy LaSorda – 8 afl.
- 2002 – 2007 The Sopranos – als Carlo Gervasi – 29 afl.

- International Standard Name Identifier: 0000 0000 4454 537X
- Library of Congress Control Number: no2005117543
- Virtual International Authority File: 63753647
- WorldCat: E39PBJwRYgG9y7RT3RfpWvwwG3